# Pala Ottoni
El Retablo Ottoni, o Madonna de la golondrina, es una pintura al temple y dorado sobre tabla de Carlo Crivelli, datada en 1490-1492 aproximadamente y conservada en la National Gallery de Londres. Está completo, conservando el marco original y la predela, y firmado en la parte central CAROLVS CRIVELLVS VENETVS MILES PINXIT.

## Historia
Los Ottoni, cuyo escudo aparece en el centro sobre el escalón del trono de la Virgen, eran los señores de Matelica y encargaron la obra para la iglesia de San Francisco de los Zoccolanti de su ciudad. Se desconoce la fecha de ejecución, pero es sin duda posterior a 1490, año en que el artista recibió el título de miles, que desde entonces incluyó en su firma. Los comitentes fueron Ranuzio Ottoni, y el guardián del convento franciscano, Giorgio di Giacomo, para quien fue puesta en la predela la figura de san Jorge.
Aquí la vieron Luigi Lanzi, Amico Ricci (si bien este cambia a san Sebastián por san Miguel Arcángel) y, en 1861, Cavalcaselle y Morelli, enviados por el ministro de Instrucción Pública Guido Baccelli para un reconocimiento de los bienes artísticos en Umbría y las Marcas inmediatamente después de la ocupación piamontesa de esos territorios y la anexión al Reino de Italia. A pesar de los informes de los dos historiadores del arte, solo un año después el retablo fue retirado de su capilla, aprovechando la confusión administrativa durante la confiscación de bienes religiosos por parte del nuevo gobierno. Queda el testimonio de un anónimo testigo ocular (memoria manuscrita encontrada por A. Bufali, en 1966, en el archivo de la iglesia de San Filippo a Matelica) que, el 1 de julio de 1862 se acordó como un presunto agente estatal de la propiedad, asistido por los servidores del noble local Luigi de Sanctis, retirarán la pintura con todas las formalidades, tasando la obra en 16.000 liras y llevándola, probablemente, a Roma, donde fue vendida.
De Sanctis, protagonista de los acontecimientos del fin del gobierno en 1860, no era después de todo una persona irreprochable, como lo demuestra una cuestión con una institución crediticia local de la cual fue presidente y de la que cogió una suma de dinero que no restituyó. Fue probablemente para cubrir este desfalco que, a toda prisa, antes de que llegaran los verdaderos funcionarios de Roma, hizo retirar y vender el retablo como descendiente de los Ottoni. Y el agente estatal de la propiedad fue probablemente un cómplice consciente de este amaño.
La obra llegó al museo londinense en 1862, mediante compra.

## Descripción y estilo

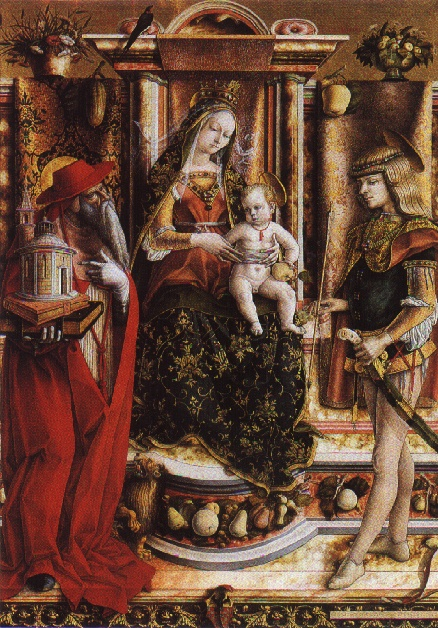
Madonna de la golondrina.

En Italia, una pala es un retablo sencillo con un solo panel central. Aquí, la parte central muestra una sagrada conversación con la Madonna entronizada con el Niño entre los santos Jerónimo y Sebastián. El esquema es muy parecido al de la Madonna con el Niño entronizada entre los santos Francisco y Sebastián, si bien aquí el efecto es más arcaico por la persistencia del fondo dorado. Sentada en un clasicista trono marmóreo, María sostiene al hijo en el regazo, el cual sujeta una gruesa manzana, alusión al pecado original que su sacrificio redimirá, y lanza un gesto de bendición a san Jerónimo, a la izquierda, que sujeta la maqueta de una iglesia. Un pequeño león, además, está a los pies del santo, atributo típico suyo además de la vestimenta cardenalicia. Sebastián, en cambio, es retratado como un joven militar en lugar de desnudo y atado a la columna como empezaba a generalizarse, y sostiene en la mano una flecha, instrumento de su martirio, mientras a sus pies se ve un arco en el suelo. También la decoración es parecida a la del otro retablo pero más suntuosa, como el manto adamascado de María, las frutas decorando el escalón marmóreo y las telas brocadas colgadas de la media pared tras el trono. Arriba, sobre ella, se encuentran jarrones de flores, y dos ramas, a un lado con una gruesa manzana y al otro una calabaza, y en el entablamento superior del trono la golondrina que da título alternativo a la obra. Se trata de un elemento de significado simbólico, ligada a la Pasión de Jesús y la pureza de María. El motivo del parapeto y los jarrones es de ascendencia toscana.
Si bien en su última época el artista se pliega sobre sí mismo, rechazando aportaciones sustanciales del ya dominante gusto renacentista, muestra también en el Retablo Ottoni un espíritu de investigación que evita cualquier repetición del repertorio, estudiando nuevas poses y decoraciones para sus temas y dedicándose amorosamente a la investigación de la verdad en los detalles, ligados a los objetos, los animales, las fisonomías. Notable, como siempre, es el estudio de luces y sombras, con efectos de virtuosismo ilusionista: nótese, por ejemplo, la sombra que la cola de la golondrina proyecta sobre la moldura del entablamento del trono, simulando la verdadera presencia del ave recién posada.
El marco original comprende dos pilastras con candelabros dorados en relieve y un entablamento; recuerda, ligeramente, al del Retablo Pesaro de Giovanni Bellini. La parte interior, la más cercana a la pintura, fue rehecha. No se sabe si el retablo tuviera también una Piedad en la parte superior, como tienen otras obras de Crivelli y como tiene, por ejemplo, un retablo de Marco Palmezzano en la misma iglesia, datado en 1510 e inspirado en la estructura decorativa del de Crivelli. Sin embargo, no se conoce una Piedad que pueda corresponder al Retablo Ottoni.

### Predela
El retablo está dotado de predela con cinco compartimentos. Desde la derecha comprende:
- Santa Catalina de Alejandría, 29 x 21 cm
- San Jerónimo en penitencia, 29 x 33 cm
- Natividad, 29 x 37 cm
- Martirio de san Sebastián, 29 x 32,5 cm
- San Jorge y el dragón, 29 x 21 cm

La predela está compuesta de manera asimétrica y con escenas la mayoría dinámicas, distintas del espíritu más contemplativo del retablo, necesarias para la representación de las escenas de las vidas de los santos. A la izquierda, ataviada de princesa la santa a media figura delante de una pared con arco de medio punto con nicho, idea que después desarrolló en la predela del Retablo de San Francisco de Fabriano, normalmente indicada como la última obra conocida del artista. Sigue una escena relativa a san Jerónimo, con el santo penitente en el desierto: una escena en la cual el artista insertó numerosos animales más allá de los requeridos por la iconografía del santo, entre ecos góticos a lo Pisanello y una precisión de detalles a la flamenca.
Sigue una Natividad, similar a la Adoración de los pastores de Estrasburgo, que sorprende por la perspectiva geométrica de la escena. También el Martirio de san Sebastián, ambientado en una logia, tiene un escorzo paralelo al panel vecino y se caracteriza por la pose contorsionada del santo atado a un árbol.

La escena de san Jorge presenta muchas referencias, de Cosmè Tura a Giovanni Bellini. Crivelli ya la había pintado antes (como en el Políptico de Porto San Giorgio), pero supo nuevamente renovar sus esquemas, recurriendo a una nueva fuerza expresiva, de ecos alucinantes.
Predela 